# توپ طلای ۱۹۷۹

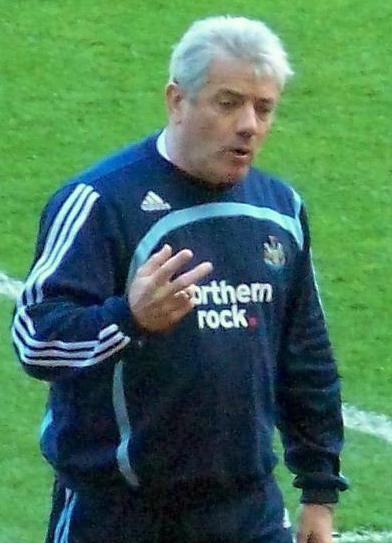
کوین کیگان در سال ۲۰۰۸، برنده توپ طلای ۱۹۷۹

توپ طلای ۱۹۷۹ (فرانسوی: 1979 Ballon d'Or‎) ۲۴مین رویداد سالیانهٔ توپ طلا بود که از سوی مجلهٔ فرانس فوتبال به بهترین بازیکن فوتبال در سال ۱۹۷۹ اعطا گردید که در این سال، کوین کیگان برندهٔ توپ طلا شد.